# Charles Mitchell (cestista)
Charles Mitchell (Marietta, 23 ottobre 1993) è un cestista statunitense.